# № 5, 1948
«№ 5, 1948» — картина Джексона Поллока, завершённая в 1948 году. Одна из самых известных работ в стиле абстрактного экспрессионизма.
Выполнена в характерной для Поллока технике разбрызгивания. Беспредметная картина размером 243,8 × 121,9 см, написанная на фиброкартоне (древесноволокнистой плите). Использованы преимущественно серая, коричневая, белая и жёлтая краски.

## История создания
Джексон Поллок, наиболее яркий представитель американского абстрактного экспрессионизма, при создании «№ 5» использовал созданные им техники разливания и разбрызгивания красок. Как и большинство его работ, эта картина не получила специального названия. Она была впервые выставлена в январе 1949 года на персональной выставке Поллока в галерее Бетти Парсонс. Филиппинский художник и торговец произведениями искусства Альфонсо Ассорио (англ.) приобрёл её за 1500 долларов, на что его деловой партнёр отреагировал так: «Ты что, потратил деньги на это?». Во время доставки картина была повреждена транспортной компанией. Поллок предложил ему исправить повреждения, однако в результате полностью переписал картину, сказав: «он не узнает об этом. Никто не знает, как смотреть на мои картины, он [Ассорио] тоже не знает». Посетив мастерскую Поллока три недели спустя, Ассорио обнаружил, что картина была значительно изменена, и посчитал, что она приобрела благодаря этому новую метафизическую глубину и утонченность. Позже Ассорио назвал это «чудесным примером второго шанса для художника».
Изначально картина находилась в частной коллекции, затем демонстрировалась в Музее современного искусства Нью-Йорка. Потом стала собственностью Дэвида Геффена, продюсера (одного из основателей кинокомпании DreamWorks). Геффен в 2006 году продал её (по неподтверждённым данным) мексиканскому коллекционеру Девиду Мартинезу (англ.) за $140 млн. Продажа за такую сумму делает «№ 5, 1948» одной из самых дорогих картин мира — она «обходит» по стоимости «Женщину III» Виллема де Кунинга и «Портрет Адели Блох-Бауэр I» Густава Климта.